# 中谷龜治
中谷 龜治（なかたに かめはる、明治8年（1875年）10月 - 没年不明）は日本の農民、政治家。元鳥取県八頭郡佐治村会議員、八頭郡会議員。農業。
医師中谷隼男の父。孫恭子は精神医学者下田光造の養女。

## 経歴
鳥取県八頭郡佐治村高山・中谷貞次郎の二男。
因幡高等小学校に学び明治33年（1900年）中佐治村会議員に挙げられ三佐治合併以来今日迄引続き村会議員及学務委員に就任。
明治43年（1910年）八頭郡会議員となり八頭郡宅地地価修正委員等となり一期間就職し退職した。

## 人物像
- 憲政会に属し、地方に於ける資産家として其の名を知らる[1]。趣味は囲碁[1]。

## 家族・親族

### 中谷家
（鳥取県八頭郡佐治村高山（現鳥取市佐治町）
- 父・貞次郎[1]
- 母・ちせ（森田市郎治三女[1]）

嘉永2年10月生 - 没
- 妻・てる（勝山良蔵長女[1]）

明治7年（1874年）4月生
- 長男・明治（帝国在郷軍人会八頭郡佐治村分会長[1]）

明治30年（1907年）6月生 - 没
- 同妻・すゞ（散岐村和奈見、下田勘次妹）

明治31年（1898年）5月生 - 没
- 長女・祥子（原田保之助に嫁す[1]）

明治32年（1899年）11月生 - 没
- 二男・隼男[1]

明治35年（1902年）1月生 - 没
- 二女・綾子[1]

明治36年（1903年）12月生 - 没
- 三男・福男[1]

明治38年（1905年）12月生 - 没
- 孫・恭子（下田光造養女[1]）

## 関連
- 下田勘次
- 下田光造